# Gamaliel IV.
Gamaliel IV. (hebräisch רבן גמליאל הרביעי) war ein jüdischer Patriarch im späten 3. Jahrhundert. Ca. 270-290 hatte er den Vorsitz im Hohen Rat.

## Leben
Er war der Sohn und Nachfolger des Patriarchen Juda II. und Vater des Patriarchen Juda III. Laut Halevy war er ein Zeitgenosse des Hoscha'ja, von dem überliefert ist, dass er den Patriarchen daran hinderte in Syrien den Zehnten einzuführen. Im Jerusalemer Talmud ('Avoda sara 39b) wird eine Frage erwähnt, die ein religiöses Gesetz betraf und die Abbahu an den Patriarchen adressiert hatte.
In seinem Antwortschreiben wird die Menschlichkeit des Patriarchen deutlich. So beschreibt der jüdische Lehrer sich selbst und vergleicht seine Bekanntheit und Gelehrsamkeit mit Abbahu. Er kommt zum Schluss, dass Abbahu weiser ist als er selbst.